# Symondsbury
Symondsbury est une paroisse civile et un village du Dorset, en Angleterre.